# Liste der Naturdenkmale in Weißenborn (Hessen)
Die Liste der Naturdenkmale in Weißenborn (Hessen) nennt die im Gebiet von Weißenborn im Werra-Meißner-Kreis in Hessen gelegenen Naturdenkmale.

## Liste
| Bild            | Bezeichnung | Ortsteil, Lage                                                      | Beschreibung | Art | Nr.         |
| --------------- | ----------- | ------------------------------------------------------------------- | --- | --- | ----------- |
| Fotos hochladen | 1 Linde     | Rambach, Rosengasse 1 51° 6′ 28,5″ N, 10° 8′ 56,4″ O                | Die Linde steht auf einem teilweise erhöhten und ummauerten Platz im alten Dorfkern von Rambach, der wegen seiner geschichtlichen Bedeutung als Kulturdenkmal geschützt wird. Das Pflanzdatum der Linde ist unbekannt. Ihr Alter wird in dem 1984 erschienenen Buch Bäume aus dem Werraland auf rund 250 Jahre geschätzt. |     | WBO 636.573 |
| BW              | 2 Linden    | Weißenborn, Kirchplatz / Mittelgasse 51° 7′ 26,4″ N, 10° 6′ 53,6″ O | |     | WBO 636.594 |